# Eubrachyura
Eubrachyura (лат.) — секция десятиногих раков из инфраотряда крабов (Brachyura). Подразделяются на две подсекции по признаку положения половых отверстий: в подсекции Heterotremata они расположены на конечностях у самцов и на груди у самок, тогда как в подсекции Thoracotremata отверстия у представителей обоих полов расположены на груди. Этот признак отличает Eubrachyura от других раков, у которых половые отверстия всегда находятся на конечностях.

## Палеонтология
Древнейшие представители Heterotremata известны с раннего мела, древнейшие бесспорные Thoracotremata  - с эоцена. 

## Подсекция Heterotremata
Heterotremata состоит из 68 семейств в 28 надсемействах.
- Aethridae
- Belliidae
- Bythograeidae
- Calappoidea
- Cancroidea
- Carpilioidea
- Cheiragonoidea
- Corystidae
- Dairoidea
- Dorippoidea
- Eriphioidea
- Gecarcinucoidea
- Goneplacoidea
- Hexapodoidea
- Leucosioidea
- Majoidea
- Orithyioidea
- Palicoidea
- Parthenopidae
- Pilumnoidea
- Portunoidea
- Potamoidea
- Pseudothelphusidae
- Pseudozioidea
- Retroplumidae
- Trapezioidea
- Trichodactyloidea
- Xanthoidea

## Подсекция Thoracotremata
Thoracotremata состоит из 17 семейств в 4 надсемействах:

| - Ocypodoidea - Pinnotheroidea - Cryptochiroidea - Grapsoidea |